# Hermann von Eichhorn
Hermann von Eichhorn (Breslavia, 13 febbraio 1848 – Kiev, 30 luglio 1918) è stato un generale prussiano.

## Biografia
Eichhorn nacque a Breslavia in Slesia. Veterano della Guerra franco-prussiana, egli era stato educato in seno all'esercito prussiano, come comandante della 9ª divisione di fanteria dal 1901 al 1904 e del XVIII corpo d'armata dal 1904 al 1912. Nel 1912 egli prese il comando della 7ª armata d'ispezione, il quartier generale dell'esercito tedesco per i corpi d'armata XVI, XVIII e XXI.
Eichhorn divenne comandante generale della 10ª armata il 21 gennaio 1915, incarico che ricoprì sino al 5 marzo 1918. Egli ricevette la decorazione Pour le Mérite il 18 agosto 1915 e le foglie di alloro che gli vennero aggiunte il 28 settembre di quello stesso anno. Il 30 luglio 1916, mentre mantenne il comando della 10ª armata, Eichhorn divenne supremo comandante del gruppo d'armata Eichhorn (Heeresgruppe Eichhorn) basato sulla 10ª armata, del quale mantenne il controllo sino al 31 marzo 1918. Il 18 dicembre 1917 Eichhorn venne promosso Feldmaresciallo Generale. Il 3 aprile 1918 divenne comandante supremo del gruppo d'armata Kiev (Heeresgruppe Kiew) e simultaneamente Governatore militare dell'Ucraina. Venne assassinato a Kiev il 30 luglio di quell'anno da Boris Mikhailovich Donskoy, membro di una cellula terrorista che agiva su mandato dei socialrivoluzionari di sinistra russi.